# Leandro Miguel Fernández
Leandro Miguel Fernández (Santa Fe, 12 marzo 1991) è un calciatore argentino, attaccante dell'Universidad de Chile.

## Caratteristiche tecniche
È un centravanti.

## Palmarès

### Club

#### Competizioni nazionali
- Campionato guatemalteco: 1

Comunicaciones: 2014 (C)
- Supercopa Uruguaya: 1

Nacional: 2021
- Copa Chile: 1

Universidad de Chile: 2024

### Competizioni internazionali
- Coppa Sudamericana: 1

Independiente: 2017